# ルソンの壺
『ルソンの壺』（ルソンのつぼ）は、2007年4月8日から2021年3月21日まで近畿地方のNHK総合テレビジョンで放送されたNHK大阪放送局制作の経済ドキュメンタリーシリーズならびにトーク番組である。
放送開始時から2013年3月31日までのタイトルは『ビジネス新伝説 ルソンの壺』（ビジネスしんでんせつ ルソンのつぼ）として放送し、2013年4月7日の放送分から2014年3月30日までは『新・ルソンの壺』（しん・ルソンのつぼ）として放送。2014年4月から毎月最終日曜日の月刊番組となり、「新・」を抜いた番組名となった。

## 番組概要
総合テレビの経済情報番組としては、『経済羅針盤』（2009年3月で終了）が放送されていたが、この番組はその関西版にあたる。ターゲットとする企業も関西に絞り、関西色をより前面に打ち出したものとなっている。番組名の由来は、安土桃山時代にフィリピンのルソン島から壺を輸入し、成功を収めた堺商人の呂宋助左衛門から来ている。
2013年にタイトルを『新・ルソンの壺』としてリニューアルしてからは、関西に本社を置く企業とその経営者だけでなく、公益法人、特定非営利活動法人、労働者協同組合といった「社会的企業」や「コミュニティービジネス」にもスポットライトを当てる。なお、鳥取県と福井県に関しては番組名が変更となった2013年度も前番組を継続してネットしていた。
2014年4月に、これまでの原則毎週の放送から毎月1回の放送に変更し、同時に番組名を『ルソンの壺』にリニューアル。放送時間をこれまでの25分間から40分間に変更。また、放送地域は近畿地方のみとした。
地上デジタル放送ではハイビジョン16:9サイズであるが、かつてはスタジオ収録では4:3サイズとなっていたため、サイドバーが添えられていた。画面左側にホームページURL、右側にその日のゲスト氏名が載っていた（NHKワールドTVのハイビジョン放送ではサイドバーは添えられておらず、スタジオ収録部分も16:9サイズである）。2010年から地上アナログ放送終了までは16:9レターボックスで放送していた。
2012年度からは、『まるかじり!アジアン食堂』が編成される月末最終週を除いて放送された（左記番組があった場合、鳥取局は別番組差し替えとなった）。また、2013年度も最終週は新番組の『かんさい人物ファイル アジアに夢中!』を放送するため休止となった。

## 出演者
進行
- 藤井彩子[3]（2007年度 - 2008年度）
- 上田早苗（2009年度 - 2012年度）
- 田代杏子[12]（2013年度 - 2016年度）
- 小林千恵（2017年度）7月放送より京都局から出向
- 渡邊佐和子[13]（2018年度 - 2019年度）
- 狩野史長[1][2]（2020年5月 - 番組終了）

リポーター
- 堀あかり
- 小塚舞子
- 浜口順子
- ばんことみ
- 三倉茉奈・佳奈[3]
- 河島あみる
- 熊谷奈美
- 井上智栄子
- 塩崎綾
- 前川美奈
- 伊藤加奈子
- 宇都宮まき
- 赤松悠実
- 斉藤雪乃
- 鎌倉千秋 - 上海万博のスペシャル版のリポーター（放送当時は海外放送研修により中国総局付けアナウンサーだった）

ナビゲーター
- 鎌田浩毅（火山学者）
- 春野恵子（浪曲師）
- やすみりえ（川柳作家）

以下、別途記載がないものは2014年度から2016年度までの出演。放送上は「壺ナビゲーター」と表記、週替わりで出演。
- 名越康文[3][12][14][注 1] - 精神科医（2014年度はコメンテーターとして出演。）
- 大宮エリー - 脚本家
- 月亭八光 - 落語家
- 桂吉弥[12][14] - 落語家
- 山田真哉[3] - 公認会計士・作家
- 中島さなえ - 作家
- ロバート・キャンベル - 日本文学者
- 赤星憲広 - 野球解説者
- 塚本昌彦 - 情報科学者
- 真山仁[13]（2017年度 - 2019年度）[15]
- 三神万里子[1][2]（2020年5月 - 番組終了）

ナレーション
- 大阪局のアナウンサー（2007年度 - 2018年度）
- 橋本マサキ（2019年度 - 番組終了）

## 放送時間
いずれも特記がないものは総合テレビでの放送。また、太字の放送時間は、いずれも『さわやか自然百景』が遅れネットで日曜日 8:10 - 8:25に放送されたことを表す。
近畿地方
- 本放送
  - 日曜日 8:00 - 8:25（2008年 - 2009年度）[16][17]
  - 日曜日 7:45 - 8:10（2010年度）[18]
  - 日曜日 7:45 - 8:10（2011年度 - 2013年度、2012・2013年度は最終週を除く）[10][11]
  - 原則として毎月最終日曜日 7:45 - 8:25[7]（2014年度 - 番組終了）
- 再放送
  - 月曜日 0:50 - 1:15（日曜日深夜、2009年度）[19]
  - 水曜日 11:05 - 11:30（2011年度）[20]
  - 金曜日 11:05 - 11:30（2012年度）[10]
  - 木曜日 11:05 - 11:30（2013年度）[11]
  - 翌週月曜日 0:10 - 0:50（翌週日曜日深夜、2018年度）[21]
  - 翌週月曜日 0:40 - 1:20（日曜日深夜、2019年度）

鳥取県（NHK鳥取放送局）
- 土曜日 9:00 - 9:25（2010年度、年度上期のみ）[22]
- 日曜日 7:45 - 8:10（2011年度 - 2013年度、2012・2013年度は最終週を除く）[23][24][9]

福井県（NHK福井放送局）
- 日曜日 8:00 - 8:25（不定期毎月1回、2009年度）[17]
- 土曜日 9:00 - 9:25（不定期毎月1回、2010年度）[18]
- 最終日曜日 8:00 - 8:25（2011年度 - 2013年度）[25][26][27]
  - この番組が放送される場合、東海・北陸地方向けの『ナビゲーション』の再放送は行われない。

岡山県（NHK岡山放送局）
- 不定期土曜日 10:05 - 10:30（2010年度のみ）[22]

香川県（NHK高松放送局）
- 土曜日 9:00 - 9:25（2010年度）[22]
- 日曜日 7:45 - 8:10（2011年度 - 2012年度）[28][29]

徳島県（NHK徳島放送局）
- 日曜日 8:00 - 8:25（2009年度）[30]
- 土曜日 9:00 - 9:25（2010年度）[22]
- 日曜日 7:45 - 8:10（2011年度 - 2012年度）[28][29]

三重県（NHK津放送局）
- 月曜日 15:15 - 15:40（2011年度 - 2012年度）[25][26]
  - 『ろーかる直送便』内の『特報首都圏』を差し替える形で放送。国会中継・大相撲中継・高校野球中継放送時は休止。なお、三重県での放送は2013年2月で打ち切りとなっている。

NHKワールドTV （英語タイトル『Business Legends -The OSAKA WAY!-』）
- 土曜日 0:10 UTC - 0:35 など
  - 2009年4月からは英語主音声・日本語副音声の2か国語放送で放送。『デジスタ・ティーンズ』と隔週で放送されていたが、2012年3月で打ち切りとなった。

## 全国放送されたケース
ビジネス新伝説 ルソンの壺
- スペシャル「不況に打ち勝つ3つの壺」[3]
  - 総合テレビ 2009年3月8日（3月7日深夜） 2:05 - 3:15

ルソンの壺
- 眠れる宝を掘り起こせ!“もったいない”にビジネスチャンス[12]
  - 総合テレビ 2016年8月23日 14:05 - 14:54（『スタジオパークからこんにちは』内での放送）
- 華麗な“変身”で新ビジネス〜業態の大転換に商機あり〜[31]
  - 総合テレビ 2016年8月24日 14:05 - 14:54（同上）
- 観光ビジネスに商機あり〜“おもてなし”の新たな風!〜[14]
  - 総合テレビ 2016年8月25日 14:05 - 14:54（同上）
- コロナに負けない!(2) ウィズ・コロナでビジネスの芽を探る[2]
  - BS1 2020年7月24日（7月23日深夜） 0:50 - 1:29（BS1では初放送、地域番組放送枠『○○推し!』で放送）
- オフィスデザインで働く人々を幸せに![32]
  - BS1 2020年12月2日（12月1日深夜） 0:00 - 0:39（同上）
- これがわが社の"ニューノーマル"[33]
  - BS1 2021年2月4日（2月3日深夜） 0:00 - 0:39（同上）

## 番組編成の影響
さわやか自然百景
同番組が放送されたため、初回放送は放送されなかった（『さわやか自然百景』の公式サイトでは「近畿地方では毎月最終日曜日の放送はない」と明記していた）。2019年度に限り、振替放送として7日遅れの日曜日4:15 - 4:30に放送（大相撲期間中のみ3:50 - 4:05）。かつては2011年1月から他地域よりも25分遅れ（8:10 - 8:25。九州・沖縄地方および鳥取・高松・徳島各局も同様）で放送されていた（2012年8月19日は高校野球中継の関係で、同年12月23日は「天皇誕生日 皇室この1年」を放送する関係でそれぞれ同番組自体が休止のため他地域と同じく7:45からの放送）。この関係で近畿地方、九州・沖縄地方、鳥取・高松・徳島各局が制作局となった場合は他地域では先行ネット扱いとなる。また、突発的な事件・事故の関係で特設のNHKニュースが設定された際にも放送されることがない。この番組の終了に伴い、『さわやか自然百景』の本放送は全国で放送時間が統一されることになった。
小さな旅
関東・甲信越・静岡で2010年3月までは同時間帯（8:00 - 8:25）に放映。ただし、近畿地方では全国で唯一、通常放送が地上波での全国放送が未放送であるため、BSハイビジョンかNHKワールド・プレミアムのノンスクランブル放送（初回放送のみ）を受信しない限り視聴することができなかった（2011年度も土曜日の再放送が別番組に差し替えられていたため、木曜日の裏送り放送が休止となったときでも同様だった）。祝日編成などのときは、その限りではない。2010年4月から全国放送となり、近畿地方、鳥取・高松・徳島の各局が制作する場合もあるが、近畿向けは『目撃!日本列島』（BS第2放送の番組の再放送。月1回程度『新日本紀行ふたたび』に差し替え）を初回放送の土曜9時（他の地域は土曜11:30だが、近畿地方は『ぐるっと関西おひるまえ』放送の都合上繰上げ）に放送するため、日曜4:30の再放映が初回放送扱いとなる（2011年3月まで）。なお、2011年1月からは2010年3月までの時間帯（8:00 - 8:25）に戻ったが、本番組の放送は時間帯も含めてそのまま維持されるため、近畿地方、鳥取・高松・徳島各局のいずれも木曜日11:05の東京からの裏送り放送が初回放送扱いとなる。ただし、祝日または国会中継が組まれた場合は土曜日5:15からの放送が初回放送となる。この関係で近畿地方、鳥取・高松・徳島各局が制作局となった場合は、他地域では先行ネット扱いとなる。
深夜アニメ
近畿地方では、2018年度から2019年度まで再放送を日曜日の深夜に設定していた。そのため、『ルソンの壺』放送時はアニメ放送（再放送設定後の初回は『ピアノの森』）が終了後にスライドして放送された。
その他
2011年4月までは、これに加えて、朝10時台に関西地区向けの番組を独自に放送していたため、『スポーツ大陸』は火曜深夜=水曜未明0:15 - 1:00に時差放送されていた。これらの影響で関西地区においては、『こころの遺伝子 〜あなたがいたから〜』の再放送は実施されなかった。
番組が終了した2021年について、同年2月の最終日曜日（2月28日）はびわ湖毎日マラソン（2021年開催で終了）の中継、ならびにこれに伴う『日曜討論』の1時間前倒し放送に伴い放送されなかった。なお、最終回の同年3月21日の放送は、NHKプラスの「ご当地プラス」において初めてネット配信を実施した。